# Церква Покрови Пресвятої Богородиці (Слов'ятин)
Церква Покрови Пресвятої Богородиці в Слов'ятині — парафія і храм Бережанського благочиння Тернопільської єпархії Православної церкви України в селі Слов'ятин Тернопільського району Тернопільської области.

## Історія церкви
З 1714 до 1989 року богослужіння проводили в дерев'яному храмі Перенесення Мощей святителя Миколая Чудотворця.
У 1989 році громада села Слов'ятин вирішила збудувати новий храм. Михайлу Василику доручили розробити проєкт, а у 1990 році архітектор Василь Зорик підготував план будівництва. У червні того ж року настоятель церкви священник Степан Більчук освятив місце та заклав перший камінь.
Будівельні роботи розпочалися у 1991 році за участі 130 дворів села. Майстром будівництва був Іван Сова. Роботами з куполами керували Богдан Костів та Іван Левицький, а малярні роботи та виготовлення іконостасу і ківоту виконували майстри зі Скалата під керівництвом Володимира Косівського.
Освячення храму відбулося 14 жовтня 1997 року. З цієї нагоди громаду відвідав митрополит Тернопільський і Бучацький Василій. У 1998 році Микола Левицький та Ярослав Стоцюк виготовили фігуру Матері Божої, яку встановили на подвір'ї церкви. Над нею у 2008 році спорудили капличку. Дзвіницю збудували та освятили у 2002 році.

## Парохи
- о. Степан Більчук,
- о. Петро Миськів,
- о. Петро Стеблина,
- о. Володимир Пунька,
- о. Володимир Довжинський.